# Jabłuniwka (rejon starosieniawski)
Jabłuniwka (ukr. Яблунівка) – wieś na Ukrainie, w obwodzie chmielnickim, w rejonie starosieniawskim. W 2001 roku liczyła 217 mieszkańców.
Pod koniec XIX w. wieś Jabłonówka w powiecie lityńskim, w parafii z siedzibą w Kumanowcach (położonych około 17 km na południe od miejscowości).